# Азербайджанофобия
Азербайджанофобия (азерб. Azərbaycanofobiya) — условный термин, иногда используемый для обозначения этнической неприязни, враждебности или иных негативных чувств по отношению к азербайджанцам, Азербайджану.
Более или менее массовые антиазербайджанские проявления отмечаются в России, Закавказье (Армения и Грузия) и частично в Иране, причём в каждом из этих государств они имеют свою специфику.
В России, по мнению авторов, использующих этот термин, азербайджанофобия, пересекаясь с так называемыми кавказофобией и исламофобией, в основном сосредоточена в социально-бытовой и экономической сферах. При этом на государственном уровне с обеих сторон предпринимаются усилия по поддержанию и укреплению политических и экономических связей, в которых заинтересованы и Россия, и Азербайджан.
В Закавказье издавна существовавшие конфликты между армянами и азербайджанцами обострились в конце 1980-х годов, вылившись в этнические чистки, депортации, убийства мирного населения и кровопролитные боевые действия. До сентября 2021 во время «замороженного» конфликта взаимная этническая неприязнь проявлялась на государственном уровне, в пропагандистской риторике и даже в исторических исследованиях. При этом, если руководство Азербайджана выдвинуло и продолжает развивать концепцию многовекового геноцида азербайджанцев со стороны армян, то руководство и общественные деятели Армении, обвиняя власти Азербайджана в государственной армянофобии[прояснить].

## История термина
Появление в России азербайджанофобии как отдельной разновидности ксенофобии было зафиксировано в докладе группы авторов «Россия в Средней Азии и на Кавказе: „центр силы“ постсоветского пространства», который был опубликован в октябре 2001 года на сайте «Транскаспийский проект»:

Растёт отрицательное отношение российского населения в целом к азербайджанцам. Здесь отметим, что пока азербайджанцы не ассоциируются с исламом. Однако в последнее время прослеживается возможность объединения исламофобии с азербайджанофобией, которая, в свою очередь, уже реально существует.

Заведующая лабораторией миграций Института народнохозяйственного прогнозирования РАН, президент Центра изучения проблем вынужденных миграций в СНГ Жанна Зайончковская также выделяет азербайджанофобию из более общей кавказофобии:

…Все знают, что в Москве много и азербайджанцев, и армян, и грузин, и дагестанцев. Может быть, много в равной степени, но всё же фобия носит ярко выраженный антиазербайджанский оттенок.

## Причины азербайджанофобии в России
Как утверждают авторы доклада «Россия в Средней Азии и на Кавказе: „центр силы“ постсоветского пространства», около 3 млн представителей наиболее дееспособного мужского населения Азербайджана (составляющего свыше 8 млн) находятся на территории России и заняты исключительно в непроизводственной сфере — торговле и посредничестве. Азербайджанская диаспора монополизировала торговлю на бывших колхозных продуктовых рынках Москвы и прилегающих регионов, а также на рынках потребительских товаров во многих городах Приволжского, Центрального и Уральского федеральных округов. Этот процесс сопровождается «криминализацией территории массового проживания азербайджанских мигрантов», «резким ухудшением наркоситуации», «ростом социальной напряжённости в отношениях с местным российским населением в районах вокруг рынков», при этом «подобные трения являются благодатной средой для всякого рода провокаций и столкновений» — что способствует отрицательному отношению российского населения в целом к азербайджанцам.
Азербайджанский писатель и переводчик Чингиз Гусейнов, проживающий в Москве с 1949 года, более умерен в своей оценке ситуации, хотя и он отмечает принципиальную роль коррупции в процессах, приводящих к усилению антиазербайджанских настроений среди коренного населения России. По его словам, этническая неприязнь российского общества в отношении «закавказцев», как правило, носит экономико-рыночный характер: «„Россияне“, точнее — русские земледельцы из провинции в стихии свободной состязательности проигрывают южнокавказцам, поддерживаемым взятколюбивыми административными структурами». Он полагает, что в советские времена к представителям закавказских народов относились с большей терпимостью «из-за их малочисленности обитания в самой России». Этническая неприязнь возникла лишь «в многочисленности, когда те стали явно заметны». При этом, по его мнению, несмотря на то, что азербайджанцы — наиболее многочисленная инонациональная диаспора в России, «власти не потакают настроениям азербайджанофобии, в отличие, скажем, от грузинофобии, — ведут себя сдержанно, не желая портить отношения с нефтеносной страной».
Заведующая лабораторией миграций Института народнохозяйственного прогнозирования РАН, президент Центра изучения проблем вынужденных миграций в СНГ Жанна Зайончковская считает многомиллионные оценки численности азербайджанцев в России преувеличенными:
Наш Центр сделал специальные расчёты. Из семи миллионов азербайджанцев — два с половиной миллиона взрослых мужчин. Если мы допустим, что два миллиона азербайджанцев находятся в России, значит в Азербайджане вообще нет мужчин, все переселились сюда. Это явно преувеличенные данные. По нашим оценкам, из всего Закавказья единовременно присутствуют в России от миллиона до миллиона двухсот тысяч человек. Это не значит, что они постоянно здесь живут. В это число входят и временные трудовые мигранты — те, кто периодически возвращается на родину.
Жанна Зайончковская видит причины значительно более негативного отношения к азербайджанцам, чем к остальным мигрантам, в сочетании нескольких факторов:
 — наибольшие внешние и культурные различия между ними и населением крупных городов России,
 — отсутствие профессиональной квалификации у большинства мигрантов,
 — занятость азербайджанцев в наиболее заметной, торговой сфере:

…Грузины заняты бизнесом, и увидеть их можно только вечером в ресторане «Тбилиси». Армян мы тоже не видим, потому что это либо ремесленники, сидящие в своих подвалах, либо асфальтоукладчики. <..> Азербайджанцы же, в основном беженцы из тех районов, которые теперь считаются оккупированными Арменией, — сельские люди, ничего не умеющие, кроме того, как стоять на рынке. А рынок — всегда яблоко раздора… 

Таким образом, принимают огонь на себя те мигранты, которые на виду и которые заняты в сферах, непосредственно затрагивающих интересы коренного населения, а более всего — те из них, кто сильно отличается от местных жителей. Украинские и молдавские торговцы, заполняющие ряды московских рынков, не вызывают у населения такого неприятия и подозрений в обмане покупателей, как торговцы кавказские.

По мнению же политолога и этнографа Эмиля Паина, имеет место сочетание двух взаимосвязанных факторов формирования этнофобий:
с одной стороны, это степень фактического различия во внешних признаках, поведении, культуре, образе жизни разных этнических общностей,
а с другой стороны — информационное конструирование. По мнению Паина:
Оба фактора усиливают друг друга. В информационную эпоху люди руководствуются представлениями о том или ином народе, почерпнутыми не столько на основе своих личных впечатлений и контактов (они всегда весьма ограничены), сколько из сообщений прессы, зачастую искажаемых при дальнейшей трансляции в общественном мнении. Роль такой информации особенно велика по отношению к сравнительно новым для данной территории группам. Скажем, азербайджанцев сегодня обвиняют в том, что они захватили все городские рынки, взвинчивают цены, изгоняют «чужих» торговцев и т. д. Однако обычный русский покупатель, придя на рынок, вряд ли отличит азербайджанца от других кавказцев.

Информацию «о захвате» рынков «гостями» он получает из СМИ, которые вольно или невольно искажают реальную картину распределения представителей этнических групп в рыночном бизнесе. Прессу просто не интересует тот факт, что подавляющую часть рынков в стране всё же контролируют представители этнического большинства. Её интерес к русским хозяевам рынка просыпается лишь в некоторых особо «пикантных» ситуациях, например, в таких, как в Хабаровске, где главный хозяин городского рынка (его директор) Борис Суслов — бывший первый секретарь горкома КПСС.
Старший научный сотрудник Института социально-политических исследований РАН Александра Гришанова отмечает, что негативное отношение к азербайджанцам характерно не только для областей России с исконно русским населением, но и для Северного Кавказа. Причины те же: «ведущие позиции в бизнесе, не только в малом, но и в крупном».
Роль прессы в формировании негативного образа азербайджанца также отмечает сотрудник Института социологии РАН, к.и.н. В. М. Пешкова, которая провела контент-анализ публикаций в московской прессе об азербайджанцах. Согласно данному автору:
несмотря на то, что в прессе присутствует и информация, которая создаёт сложный, многосоставной собирательный образ азербайджанской общины (занятость в сфере культуры, принадлежность к интеллигенции, роль жертвы), и значит, может способствовать складыванию неоднозначного отношения к азербайджанцам, в подавляющем числе случаев воспроизводится типичный набор признаков, определяющих азербайджанскую общину как так называемое «торговое меньшинство», характеризующееся в силу их мигрантского статуса и культурной отличительностью как чуждое «нам».

## Социологические исследования
В октябре 2006 года было объявлено о совместном проекте Центра изучения межэтнических отношений Института социологии РАН и Всероссийского азербайджанского конгресса (ВАК). В рамках проекта предполагалось проведение серии социологических исследований в Москве, Санкт-Петербурге и некоторых других городах России, где существуют крупные общины азербайджанцев. Среди прочих задач, стоявших перед исследователями, назывались изучение азербайджанофобии в России и возможных путей преодоления этого явления. Какой-либо информации о ходе данной работы и полученных результатах на конец 2008 года не было опубликовано.

## Армяно-азербайджанские конфликты
В начале XX века Закавказье дважды (в 1905—1906 и 1918—1920 гг.) становилось ареной кровопролитных армяно-азербайджанских столкновений. В 1905—1906 гг. в ходе резни между армянами и азербайджанцами (которых в то время называли закавказскими или азербайджанскими татарами), по данным американского тюрколога-азербайджановеда Тадеуша Светоховского, было разрушено около 158 азербайджанских и 128 армянских поселений и погибло, по разным оценкам, от 3 до 10 тыс. человек суммарно с обеих сторон.
В 1948—1952 гг. более 100 тыс. азербайджанцев согласно Постановлению Совета Министров СССР № 4083 от 23 декабря 1947 года были вынуждены переселиться из горных районов Армянской ССР в Кура-Араксинскую низменность Азербайджанской ССР.
В конце 1980-х гг. в ходе начавшегося Карабахского конфликта и всплеска межэтнических противостояний азербайджанское население Армянской ССР было вынуждено полностью покинуть родные места. В начале 1990-х гг. к ним добавились этнические азербайджанцы, бежавшие из Нагорного Карабаха, и семи прилегающих районов, оккупированных армянскими силами в ходе Карабахской войны. В свою очередь, армянское население Азербайджанской ССР было вынуждено покинуть места своего проживания (см. Погромы в Баку, Сумгаитский погром). По мнению американских учёных Стивена Сайдемана и Уильяма Айреса, поскольку территория Карабаха к концу 1980-х годов была населена в основном армянами и после этапов этнических чисток в ходе Первой карабахской войны стала почти полностью армянонаселённой, она являла собой соблазнительную цель для ирредентизма, особенно для элит, пришедших к власти на волне армянского национализма. Эти элиты и их сторонники, вне всякого сомнения, были ксенофобски и нетерпимо настроены в отношении азербайджанцев, которых приравняли к ненавистным туркам.

## В современной Армении
Периодически всплески этнической неприязни к азербайджанцам и Азербайджану приводит к возникновению инцидентов. Так, в апреле 2023 года, на церемонии открытия чемпионата Европы по тяжёлой атлетике в Ереване местным жителем был сожжён флаг Азербайджана, данный инцидент был осуждён Европейской федерацией тяжёлой атлетики.
Сожжение флагов Турции и Азербайджана является традиционным мероприятием, проводимым армянскими националистическими группами на годовщину геноцида армян в Османской империи.
По данным опроса 2013 года, 63 % армян считают Азербайджан «самым большим врагом Армении». В 2021 году, в ответ на иск Азербайджана против Армении на предмет разжигания нетерпимости к азербайджанцам, Международный Суд ООН предписал властям Армении принять все необходимые меры для предотвращения разжигания национальный ненависти и её пропаганды, направленных против лиц азербайджанской национальности или этнической принадлежности, в том числе со стороны организаций и находящихся на её территории частных лиц.

## Иран
Антиазербайджанские настроения уходят корнями в враждебность 1990-х годов, когда Азербайджан обвинил Иран в поддержке Армении в войне в Нагорном Карабахе, несмотря на то, что иранское правительство заявило, что помогло Азербайджану. Таким образом, в результате в Иране возникло чувство враждебности по отношению к Азербайджану, что укрепило союз между Ираном и Арменией.
В 2006 году карикатурный скандал высмеивавший азербайджанский язык привёл к волнениям, поскольку азербайджанцы сравниваются с тараканами персоязычным большинством населения. В течение 2012 года фанаты футбольного клуба «Трактор Сази», в котором доминируют азербайджанцы, скандировали антииранскую риторику, в которой высказывались против притеснения азербайджанцев со стороны иранского правительства и халатного отношения к этническим азербайджанцам после землетрясений в Восточном Азербайджане; иранская полиция отреагировала жестоко и арестовала десятки человек. Азербайджанские активисты также сталкиваются с растущими преследованиями со стороны иранского правительства за их усилия по защите азербайджанского меньшинства в Иране.
В 2020 году, во время Второй Карабахской войны, антиармянский протест вспыхнул в провинциях, где доминируют азербайджанцы. Азербайджанцы потребовали закрытия границы между Ираном и Арменией и обвинили иранское правительство в молчаливой поддержке Армении; в ответ иранская полиция избила и арестовала протестующих азербайджанцев.